# Afrixalus nigeriensis
Afrixalus nigeriensis е вид земноводно от семейство Hyperoliidae. Видът е почти застрашен от изчезване.

## Разпространение
Разпространен е в Гана, Гвинея, Кот д'Ивоар, Либерия и Нигерия.

## Описание
Популацията на вида е стабилна.